# Зарожненский сельский совет (Харьковская область)
Заро́жненский сельский совет — входил в состав Чугуевского района Харьковской области Украины.
Административный центр сельского совета находился в селе Зарожное.

## История
- 1927 — дата образования сельского Совета депутатов трудящихся в составе Чугуевского русского национального района Харьковского округа Украинской Советской Социалистической Республики.
- После 17 июля 2020 года в рамках административно-территориальной «реформы» по новому делению Харьковской области[2][3] данный сельский совет был упразднён; входящие в него населённые пункты и его территория присоединены к … территориальной общине того же Чугуевского района.
- Сельсовет просуществовал 93 года.

## Населённые пункты совета
- село Заро́жное
- село Тетле́га